# Bundestagswahlkreis Augsburg-Land
Der Bundestagswahlkreis Augsburg-Land (Wahlkreis 252; bis zur Bundestagswahl 2021 Wahlkreis 253) ist ein Wahlkreis für die Wahlen zum Deutschen Bundestag in Bayern. Er umfasst vom Landkreis Augsburg die Gemeinden Adelsried, Allmannshofen, Altenmünster, Aystetten, Biberbach, Bobingen, Bonstetten, Diedorf, Dinkelscherben, Ehingen, Ellgau, Emersacker, Gablingen, Gersthofen, Gessertshausen, Heretsried, Horgau, Königsbrunn, Kühlenthal, Kutzenhausen, Langweid am Lech, Meitingen, Neusäß, Nordendorf, Stadtbergen, Thierhaupten, Ustersbach, Wehringen, Welden, Westendorf und Zusmarshausen sowie vom Landkreis Aichach-Friedberg die Gemeinden Adelzhausen, Affing, Aichach, Dasing, Eurasburg, Friedberg, Hollenbach, Kissing, Merching, Mering, Obergriesbach, Rehling, Ried, Schmiechen, Sielenbach und Steindorf.
Da der bayerische Regierungsbezirk Schwaben zur Bundestagswahl 2025 einen zusätzlichen Wahlkreis erhielt, wurden die meisten schwäbischen Wahlkreise verkleinert. Der Wahlkreis Augsburg-Land gab dabei zahlreiche Gemeinden an die Wahlkreise Memmingen – Unterallgäu und Ostallgäu ab. Seit 1949 wurde der Wahlkreis stets von den Direktkandidaten der CSU gewonnen.

## Wahlergebnisse

### Bundestagswahl 2025
Zur Bundestagswahl 2025 am 23. Februar wurden 10 Direktkandidaten und 17 Landeslisten zugelassen.
| Kandidaten                               | Kandidaten                 | Parteien/Listen     | Erststimmen | Erststimmen | Zweitstimmen | Zweitstimmen |
| Kandidaten                               | Kandidaten                 | Parteien/Listen     | Stimmen     | %           | Stimmen      | %            |
| ---------------------------------------- | -------------------------- | ------------------- | ----------- | ----------- | ------------ | ------------ |
|                                          | Hansjörg Durzgewählt im WK | CSU                 | 88.361      | 44,5        | 79.039       | 39,7         |
|                                          | Heike Heubach              | SPD                 | 25.217      | 12,7        | 21.263       | 10,7         |
|                                          | Helmut Schmidt             | GRÜNE               | 18.277      | 9,2         | 21.838       | 11,0         |
|                                          | Birgit Geier               | FDP                 | 5.509       | 2,8         | 7.946        | 4,0          |
|                                          | Gabrielle Mailbeck         | AfD                 | 37.562      | 18,9        | 38.629       | 19,4         |
|                                          | Otmar Krumpholz            | FREIE WÄHLER        | 10.256      | 5,2         | 9.325        | 4,7          |
|                                          | Markus Reinthaler          | Die Linke           | 7.841       | 3,9         | 9.555        | 4,8          |
|                                          | Andreas Kahnt              | dieBasis            | 1.969       | 1,0         | 1.002        | 0,5          |
|                                          | –                          | Tierschutzpartei    | –           | –           | 1.443        | 0,7          |
|                                          | –                          | Die PARTEI          | –           | –           | 793          | 0,4          |
|                                          | Johann Grönninger          | ÖDP                 | 2.116       | 1,1         | 863          | 0,4          |
|                                          | –                          | BP                  | –           | –           | 300          | 0,2          |
|                                          | Konstantin Riegel          | Volt                | 1.479       | 0,7         | 777          | 0,4          |
|                                          | –                          | PdH                 | –           | –           | 120          | 0,1          |
|                                          | –                          | MLPD                | –           | –           | 42           | 0,0          |
|                                          | –                          | BÜNDNIS DEUTSCHLAND | –           | –           | 145          | 0,1          |
|                                          | –                          | BSW                 | –           | –           | 5.852        | 2,9          |
| Gesamt                                   | Gesamt                     | Gesamt              | 198.587     | 100         | 198.932      | 100          |
|                                          |                            |                     |             |             |              |              |
| Ungültige Stimmen                        | Ungültige Stimmen          | Ungültige Stimmen   | 985         | 0,5         | 640          | 0,3          |
| Wähler                                   | Wähler                     | Wähler              | 199.572     | 86,3        | 199.572      | 86,3         |
| Wahlberechtigte                          | Wahlberechtigte            | Wahlberechtigte     | 231.356     |             | 231.356      |              |
|                                          |                            |                     |             |             |              |              |
| Quellen: Die Bundeswahlleiterin, Stimmen |                            |                     |             |             |              |              |

Kursive Direktkandidaten kandidieren nicht für die Landesliste, kursive Parteien treten ohne Landesliste an.

### Bundestagswahl 2021

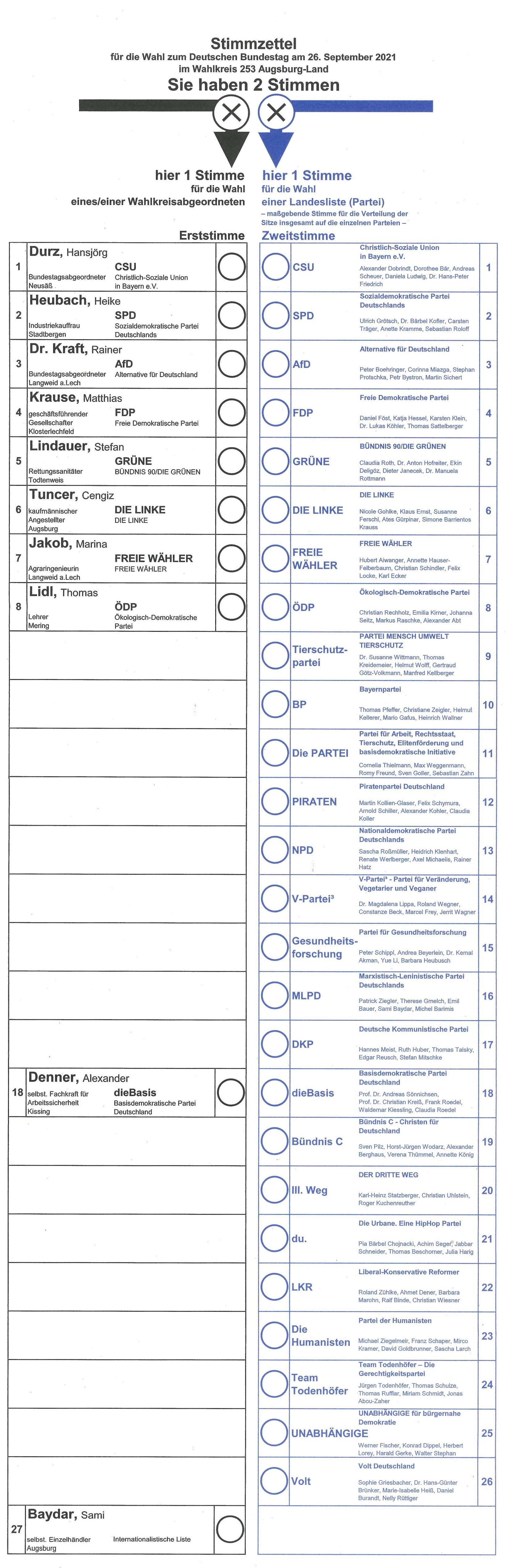
Stimmzettel für die Bundestagswahl 2021 aus dem Wahlkreis Augsburg-Land

Zur Bundestagswahl 2021 am 26. September wurden 10 Direktkandidaten und 26 Landeslisten zugelassen.
| Kandidaten                               | Kandidaten                 | Parteien/Listen      | Erststimmen | Erststimmen | Zweitstimmen | Zweitstimmen |
| Kandidaten                               | Kandidaten                 | Parteien/Listen      | Stimmen     | %           | Stimmen      | %            |
| ---------------------------------------- | -------------------------- | -------------------- | ----------- | ----------- | ------------ | ------------ |
|                                          | Hansjörg Durzgewählt im WK | CSU                  | 82.423      | 40,6        | 67.883       | 33,3         |
|                                          | Heike Heubach              | SPD                  | 29.435      | 14,5        | 33.405       | 16,4         |
|                                          | Rainer Kraft               | AfD                  | 19.660      | 9,7         | 19.481       | 9,6          |
|                                          | Matthias Krause            | FDP                  | 16.032      | 7,9         | 22.301       | 10,9         |
|                                          | Stefan Lindauer            | GRÜNE                | 24.806      | 12,2        | 26.207       | 12,9         |
|                                          | Cengiz Tuncer              | DIE LINKE            | 3.573       | 1,8         | 4.176        | 2,1          |
|                                          | Marina Jakob               | FREIE WÄHLER         | 19.230      | 9,5         | 16.595       | 8,1          |
|                                          | Thomas Lidl                | ÖDP                  | 3.100       | 1,5         | 1.387        | 0,7          |
|                                          | -                          | Tierschutzpartei     | –           | –           | 2.250        | 1,1          |
|                                          | -                          | BP                   | –           | –           | 949          | 0,5          |
|                                          | –                          | Die PARTEI           | –           | –           | 1.318        | 0,6          |
|                                          | -                          | PIRATEN              | –           | –           | 600          | 0,3          |
|                                          | –                          | NPD                  | –           | –           | 143          | 0,1          |
|                                          | –                          | V-Partei³            | –           | –           | 384          | 0,2          |
|                                          | –                          | Gesundheitsforschung | –           | –           | 245          | 0,1          |
|                                          | -                          | MLPD                 | –           | –           | 46           | 0,0          |
|                                          | –                          | DKP                  | –           | –           | 43           | 0,0          |
|                                          | Alexander Denner           | dieBasis             | 4.693       | 2,3         | 4.239        | 2,1          |
|                                          | –                          | Bündnis C            | –           | –           | 181          | 0,1          |
|                                          | –                          | III. Weg             | –           | –           | 81           | 0,0          |
|                                          | -                          | du.                  | –           | –           | 98           | 0,0          |
|                                          | -                          | LKR                  | –           | –           | 41           | 0,0          |
|                                          | -                          | Die Humanisten       | –           | –           | 160          | 0,1          |
|                                          | –                          | Team Todenhöfer      | –           | –           | 540          | 0,3          |
|                                          | -                          | UNABHÄNGIGE          | –           | –           | 482          | 0,2          |
|                                          | –                          | Volt                 | –           | –           | 432          | 0,2          |
|                                          | Sami Baydar                | Einzelbewerber a     | 135         | 0,1         | –            | –            |
| Gesamt                                   | Gesamt                     | Gesamt               | 203.087     | 100         | 203.667      | 100          |
|                                          |                            |                      |             |             |              |              |
| Ungültige Stimmen                        | Ungültige Stimmen          | Ungültige Stimmen    | 1.650       | 0,8         | 1.070        | 0,5          |
| Wähler                                   | Wähler                     | Wähler               | 204.737     | 82,1        | 204.737      | 82,1         |
| Wahlberechtigte                          | Wahlberechtigte            | Wahlberechtigte      | 249.372     |             | 249.372      |              |
|                                          |                            |                      |             |             |              |              |
| Quellen: Die Bundeswahlleiterin, Stimmen |                            |                      |             |             |              |              |

Kursive Direktkandidaten kandidierten nicht für die Landesliste, kursive Parteien sind nicht Teil der Landesliste.

### Bundestagswahl 2017
Zur Bundestagswahl 2017 am 24. September wurden 8 Direktkandidaten und 21 Landeslisten zugelassen.
| Direktkandidat                   | Partei               | Erststimmen in % | Zweitstimmen in % |
| -------------------------------- | -------------------- | ---------------- | ----------------- |
| Hansjörg Durz                    | CSU                  | 47,8             | 41,4              |
| Herbert Woerlein                 | SPD                  | 14,1             | 12,8              |
| Franz Bossek                     | GRÜNE                | 7,5              | 8,8               |
| Karlheinz Faller                 | FDP                  | 6,1              | 10,4              |
| Rainer Kraft                     | AfD                  | 12,3             | 13,7              |
| Cengiz Tuncer                    | LINKE                | 3,7              | 4,9               |
| Markus Brem                      | FREIE WÄHLER         | 6,6              | 3,3               |
| -                                | PIRATEN              | -                | 0,4               |
| Constanze Tucher von Simmelsdorf | ÖDP                  | 1,9              | 1,0               |
| -                                | BP                   | -                | 0,7               |
| -                                | NPD                  | -                | 0,3               |
| -                                | Tierschutzpartei     | -                | 1,0               |
| -                                | MLPD                 | -                | 0,0               |
| -                                | Büso                 | -                | 0,0               |
| -                                | BGE                  | -                | 0,1               |
| -                                | DiB                  | -                | 0,1               |
| -                                | DKP                  | -                | 0,0               |
| -                                | DM                   | -                | 0,2               |
| -                                | Die PARTEI           | -                | 0,5               |
| -                                | Gesundheitsforschung | -                | 0,1               |
| -                                | V-Partei³            | -                | 0,2               |

### Bundestagswahl 2013
| Direktkandidat         | Partei    | Erststimmen in % | Zweitstimmen in % |
| ---------------------- | --------- | ---------------- | ----------------- |
| Hansjörg Durz          | CSU       | 60,6             | 53,7              |
| Bernd Bante            | SPD       | 17,7             | 17,2              |
| Johannes Pabst         | FDP       | 2,3              | 4,6               |
| Claudia Eser-Schuberth | GRÜNE     | 6,9              | 7,2               |
| Daniel Böck            | Die Linke | 3,0              | 3,2               |
| Hans-Jürgen Rigl       | PIRATEN   | 2,0              | 1,8               |
| Karl-Heinz Kügle       | NPD       | 1,1              | 0,7               |
| Dieter Nießner         | ÖDP       | 1,5              | 1,0               |
| Hermann Mayer          | AfD       | 4,5              | 5,2               |
|                        | Sonstige  | –                | 5,2               |

### Bundestagswahl 2009
| Direktkandidat    | Partei                | Erststimmen in % | Zweitstimmen in % | Bundestagswahl 2005 Zweitstimmen in % |
| ----------------- | --------------------- | ---------------- | ----------------- | ------------------------------------- |
| Eduard Oswald     | CSU                   | 53,0             | 45,8              | 53,0                                  |
| Maria Hackl       | SPD                   | 15,7             | 14,5              | 22,0                                  |
| Heidi Rohrlack    | Bündnis 90/Die Grünen | 8,6              | 9,4               | 7,4                                   |
| Erwin Lotter      | FDP                   | 11,5             | 15,7              | 10,1                                  |
| -                 | REP                   | -                | 1,0               | 1,3                                   |
| Silvio Heidbüchel | Die Linke             | 4,7              | 5,4               | 2,9                                   |
| Karin Hartwig     | NPD                   | 1,6              | 1,2               | 1,2                                   |
| -                 | PBC                   | -                | 0,1               | 0,2                                   |
| Karl Schedlbauer  | BP                    | 1,5              | 0,9               | 0,5                                   |
| Ulrich Hoffmann   | ödp                   | 1,6              | 1,0               | -                                     |
| Manfred Link      | RRP                   | 1,5              | 1,1               | -                                     |
| Ralf Heinrich     | BüSo                  | 0,3              | 0,1               | 0,1                                   |
| -                 | FAMILIE               | -                | 0,7               | 0,6                                   |
| -                 | MLPD                  | -                | 0,0               | 0,0                                   |
| -                 | Die Tierschutzpartei  | -                | 0,7               | -                                     |
| -                 | PIRATEN               | -                | 1,9               | -                                     |
| -                 | CM                    | -                | 0,1               | 0,0                                   |

## Wahlkreissieger seit 1949
| Wahl | Name             | Partei | Erststimmen in % |
| ---- | ---------------- | ------ | ---------------- |
| 1949 | Josef Oesterle   | CSU    | 39,6             |
| 1953 | Josef Oesterle   | CSU    | 56,3             |
| 1957 | Josef Oesterle   | CSU    | 63,6             |
| 1961 | Walter Althammer | CSU    | 58,6             |
| 1965 | Walter Althammer | CSU    | 60,6             |
| 1969 | Walter Althammer | CSU    | 59,9             |
| 1972 | Walter Althammer | CSU    | 62,8             |
| 1976 | Walter Althammer | CSU    | 68,1             |
| 1980 | Walter Althammer | CSU    | 66,4             |
| 1983 | Walter Althammer | CSU    | 69,9             |
| 1987 | Eduard Oswald    | CSU    | 64,5             |
| 1990 | Eduard Oswald    | CSU    | 59,5             |
| 1994 | Eduard Oswald    | CSU    | 58,3             |
| 1998 | Eduard Oswald    | CSU    | 58,1             |
| 2002 | Eduard Oswald    | CSU    | 65,3             |
| 2005 | Eduard Oswald    | CSU    | 59,9             |
| 2009 | Eduard Oswald    | CSU    | 53,0             |
| 2013 | Hansjörg Durz    | CSU    | 60,6             |
| 2017 | Hansjörg Durz    | CSU    | 47,8             |
| 2021 | Hansjörg Durz    | CSU    | 40,6             |

## Wahlkreisgeschichte
| Wahl      | Wahlkreisname     | Gebiet |
| --------- | ----------------- | --- |
| 1949      | 42 Augsburg-Land  | Landkreis Augsburg, Landkreis Friedberg, Landkreis Krumbach, Landkreis Wertingen |
| 1953–1961 | 237 Augsburg-Land | Landkreis Augsburg, Landkreis Friedberg, Landkreis Krumbach, Landkreis Wertingen |
| 1965–1972 | 239 Augsburg-Land | Landkreis Augsburg, Landkreis Friedberg, Landkreis Wertingen, Landkreis Schwabmünchen |
| 1976–1994 | 239 Augsburg-Land | Landkreis Augsburg, Landkreis Aichach-Friedberg |
| 1998      | 239 Augsburg-Land | Landkreis Augsburg ohne Königsbrunn, vom Landkreis Aichach-Friedberg die Gemeinden Aichach, Friedberg, Adelzhausen, Affing, Aindling, Dasing, Eurasburg, Hollenbach, Kissing, Merching, Mering, Obergriesbach, Petersdorf, Rehling, Ried, Schmiechen, Sielenbach, Steindorf und Todtenweis |
| 2002      | 254 Augsburg-Land | Landkreis Augsburg ohne Königsbrunn, vom Landkreis Aichach-Friedberg die Gemeinden Aichach, Friedberg, Adelzhausen, Affing, Aindling, Dasing, Eurasburg, Hollenbach, Kissing, Merching, Mering, Obergriesbach, Petersdorf, Rehling, Ried, Schmiechen, Sielenbach, Steindorf und Todtenweis |
| 2005      | 254 Augsburg-Land | Landkreis Augsburg ohne Königsbrunn, vom Landkreis Aichach-Friedberg die Gemeinden Aichach, Friedberg, Adelzhausen, Affing, Dasing, Eurasburg, Hollenbach, Kissing, Merching, Mering, Obergriesbach, Rehling, Ried, Schmiechen, Sielenbach und Steindorf |
| 2009–2017 | 253 Augsburg-Land | Landkreis Augsburg ohne Königsbrunn, vom Landkreis Aichach-Friedberg die Gemeinden Aichach, Friedberg, Adelzhausen, Affing, Dasing, Eurasburg, Hollenbach, Kissing, Merching, Mering, Obergriesbach, Rehling, Ried, Schmiechen, Sielenbach und Steindorf |
| 2021      | 253 Augsburg-Land | Landkreis Augsburg ohne Altenmünster und Königsbrunn, vom Landkreis Aichach-Friedberg die Gemeinden Aichach, Friedberg, Adelzhausen, Affing, Dasing, Eurasburg, Hollenbach, Kissing, Merching, Mering, Obergriesbach, Rehling, Ried, Schmiechen, Sielenbach und Steindorf |
| 2025–     | 252 Augsburg-Land | vom Landkreis Augsburg die Gemeinden Adelsried, Allmannshofen, Altenmünster, Aystetten, Biberbach, Bobingen, Bonstetten, Diedorf, Dinkelscherben, Ehingen, Ellgau, Emersacker, Gablingen, Gersthofen, Gessertshausen, Heretsried, Horgau, Königsbrunn, Kühlenthal, Kutzenhausen, Langweid am Lech, Meitingen, Neusäß, Nordendorf, Stadtbergen, Thierhaupten, Ustersbach, Wehringen, Welden, Westendorf und Zusmarshausen sowie vom Landkreis Aichach-Friedberg die Gemeinden Adelzhausen, Affing, Aichach, Dasing, Eurasburg, Friedberg, Hollenbach, Kissing, Merching, Mering, Obergriesbach, Rehling, Ried, Schmiechen, Sielenbach und Steindorf |